# Sorry to Bother You
Sorry to Bother You (engl. für „Entschuldige, dass ich störe“) ist eine Science-Fiction-Fantasy-Komödie von Boots Riley, die am 20. Januar 2018 im Rahmen des Sundance Film Festivals ihre Premiere feierte und am 6. Juli 2018 in die US-Kinos kam. Im Film sorgt das Talent eines schwarzen Callcenter-Mitarbeiters, seine Stimme „weiß“ klingen zu lassen, für dessen ungeahnten beruflichen Erfolg.

## Handlung
Der Afroamerikaner Cassius lebt gemeinsam mit seiner Freundin Detroit in der Garage seines Onkels Sergio. Aus wirtschaftlicher Not heraus nimmt er einen Job als Telefonverkäufer an und bemerkt, dass er die Fähigkeit besitzt, seine Stimme „weiß“ klingen zu lassen. Dieses Talent sorgt für Erfolg bei seiner Arbeit und lässt ihn zu einem Star in seiner Firma werden.
Cassius’ Callcenter-Kollegen beginnen, sich im Erdgeschoss unter der mutigen Führung von Squeeze gewerkschaftlich zu organisieren, um gegen die systematische Unterdrückung der Arbeitskräfte im Konzern zu protestieren. Cassius und seine Freundin Detroit, die mittlerweile auch im Callcenter arbeitet, sind ebenfalls bei einem Streik beteiligt. Anstelle der von Cassius befürchteten Kündigung erhält er jedoch eine Beförderung und darf von nun an in der oberen Etage arbeiten. Das Produkt, das die „Powercaller“ dort verkaufen, ist jedoch moralisch mehr als verwerflich. Es handelt sich um Industriesysteme, bei denen die Arbeiter durch lebenslange Arbeitsverträge an eine Firma gebunden sind – eine neue Form der Sklaverei. Dank seines Talents ist Cassius auch hier ein so erfolgreicher Verkäufer, dass er zu einer Party von Lift, dem berühmten CEO der Firma WorryFree, eingeladen wird.
Die Beziehung zu Detroit leidet unter Cassius’ Job. Als sie auf ihrer Ausstellung eine Performance aufführt, bei der sie sich vom Publikum mit alten Handys, Patronenhülsen und mit Blut gefüllten Luftballons bewerfen lässt, während sie Filmzitate vorträgt, kann Cassius dies nicht mit ansehen und unterbricht die Performance. Es kommt zum öffentlichen Streit und Detroit verlässt ihn. Cassius geht anschließend auf Lifts Party.
Dort zwingt der exzentrische CEO Cassius schon fast dazu, vor allen Gästen zu rappen, wobei Cassius sich blamiert. Später bestellt Lift ihn in sein Büro, wo er ihm Kokain anbietet. Cassius muss auf die Toilette und verlässt das Büro, noch bevor Lift ihm erklären kann, was er von ihm will. Im Flur nimmt er jedoch die falsche Tür und landet in einem schäbigen Waschraum. Als aus der einzigen Toilettenkabine Hilferufe dringen und Cassius die Tür öffnet, handelt es sich jedoch nicht um einen Menschen, sondern um ein Mensch-Pferd-Mischwesen, das schmerzerfüllt zu Boden geht. Aus den Duschkabinen treten ebenfalls Pferdemenschen hervor, die Cassius anflehen, ihnen zu helfen. Cassius flieht jedoch aus dem Waschraum und wird im Gang von Lift abgefangen. Mit einer Pistole in der Hand geleitet dieser ihn zurück in sein Büro, wo er ihm ein Jobangebot unterbreitet. WorryFree hat die Idee, Arbeiter genetisch zu verändern, um sie stärker und damit effektiver für die Arbeit zu machen. Da diese Pferdemenschen wohl sowieso früher oder später eine Gewerkschaft gründen, will Lift, dass Cassius sich ebenfalls der Transformation unterzieht und Gewerkschaftsführer wird, der jedoch im Interesse von Lift handelt. Für fünf Jahre Undercoverarbeit bietet er ihm 100 Millionen US-Dollar und das Gegenmittel, das ihn wieder in einen normalen Menschen verwandelt. Cassius wird völlig paranoid und meint, das Kokain, das er gezogen hat, sei der Transformator und er würde sich jetzt auch in einen Pferdemenschen verwandeln. Lift beruhigt ihn jedoch und versichert, dass es reines Kokain war.
Am nächsten Tag erzählt Cassius die Geschichte den Zeitungen. Er wird als Whistleblower in verschiedene Talkshows eingeladen und trifft sich außerdem wieder mit Squeeze, Detroit und den anderen Gewerkschaftlern. Gemeinsam organisieren sie einen Streik, der jedoch in einen heftigen Kampf zwischen Streikenden und bewaffneten Streikbrechern ausartet. Cassius wird k. o. geschlagen und wacht in einem Gefangenentransporter auf, von wo aus er beobachtet, dass die Streikenden plötzlich Unterstützung durch die befreiten Pferdemenschen bekommen und so den Kampf für sich entscheiden können. Cassius wird anschließend aus dem Transporter befreit.
Tage später gehen er und Detroit zurück in die Garage von Sergio, wo sie wieder eingezogen sind. Beim Schließen des Tores schlägt Cassius sich die Nase an, doch als er die Hände vom Gesicht wegnimmt, hat er Pferdenüstern.
In der letzten Szene stürmen Cassius, der sich mittlerweile vollständig transformiert hat, und andere Pferdemenschen die Villa von Lift.

## Produktion

### Stab und Besetzung

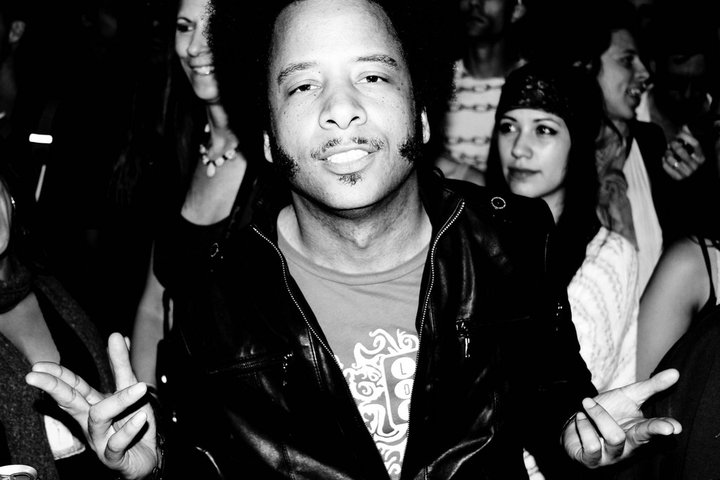
Regie führte der Rapper Boots Riley, langjähriges Mitglied des Hip-Hop-Duos The Coup

Regie führt Boots Riley, der auch das Drehbuch schrieb. Es handelt sich um Rileys Debütfilm. Der Rapper war zuvor 20 Jahre lang Mitglied bei dem Hip-Hop-Duo The Coup. Riley, der in seinen bisherigen Songs des Öfteren längere Geschichten erzählte und diese auch über mehrere Songs hinweg miteinander verknüpfte, sagt, so etwas in einem Film zu machen sei ihm leichter gefallen, als es bei der Musik der Fall war, und der kreative Aspekt sei für ihn viel einfacher gewesen, als beim Schreiben eines Songs.  In einem Lab des Sundance Institute hatte Riley das Drehbuch gemeinsam mit Schauspielern und anderen Regisseuren und Autoren entwickelt.
Im Juni 2017 wurde bekannt, dass Steven Yeun, Tessa Thompson und Lakeith Stanfield für den Film verpflichtet wurden. Im gleichen Monat wurden die Schauspieler Armie Hammer, Jermaine Fowler, Omari Hardwick und Terry Crews bestätigt. Im Juli 2017 folgten Danny Glover, David Cross und Patton Oswalt, kurz später auch Kate Berlant, Robert Longstreet und Michael Sommers.

### Kostümdesign
Für das Kostümdesign zeichnete Deirdra Govan verantwortlich. Sie erklärte, im Film werde eine so klare, aber surreale Welt geschaffen, und Boots Rileys Vision war es, auch die Kleidung der Menschen in seinem Film dies zum Ausdruck bringen zu lassen. Govan hatte die meisten Kleidungsstücke in lokalen Secondhandgeschäften und Vintage-Läden in Oakland bekommen.
Mode ist in Cassius Greens Fall anfänglich nicht seine Priorität, er ist schlicht angezogen, und ein wichtiger Aspekt seiner Persönlichkeit sei das Gefühl, ganz bei sich zu sein. Dann trifft er im Film auf Mr. Blank, dessen Mode er nun nachahmen will und beginnt pinkfarbene Hemden zu tragen, dennoch sieht er eher aus, als habe er die Kleidung im Schrank seines Vaters gefunden. Seine engen Freunde sehen das und necken ihn wegen der Verwandlung.
Alles von Mr. Blanks Melone bis hin zu seiner Augenklappe sollte sich irgendwie in die dystopische Unternehmensumgebung einfügen, so Govan.
Über die aufwändigen Ohrringe, die Tessa Thompson im Film trägt, sagt Govan, man habe bei deren Herstellung darauf achten müssen, dass diese nicht zu schwer für ihre Ohren werden und seien mit einem 3D-Drucker gefertigt worden. Die Kleidung des von Armie Hammer dargestellten Steve Lift, der den Inbegriff eines Milliardärs im Silicon Valley darstellt, habe nicht im Drehbuch gestanden. Govan stattete ihn mit einem Sarong aus, den sie als eine natürliche Erweiterung seines Figur als Bösewicht sieht und ihn glaubwürdiger in dieser Rolle erscheinen lassen sollte.

### Filmmusik und Soundtrack
Während die eigentliche Filmmusik von Tune-Yards stammt, steuerte Rileys Band The Coup den Soundtrack für den Film bei. Dieser wurde am 27. Juli 2018 von Interscope Records als Download veröffentlicht und enthält auch Songs von Janelle Monáe, Killer Mike, E-40 und anderen Künstlern. Im Juli 2018 veröffentlichte Rileys Band vorab einen ersten Song des Soundtracks mit dem Titel Oyahytt, in dem Hauptdarsteller Lakeith Stanfield in der zweiten Hälfte zu hören ist. Insgesamt enthält der Soundtrack neun Musikstücke.
Der Regisseur sagte im Interview mit Max Cea vom Billboard-Magazine, es gebe im Film zwei musikalische Welten. Eine sei die Musik, die Tune-Yards beisteuerte, die er die „musikalische Stimme des Films“ nennt und das kommentiert, was im Film passiert. Und dann sei da noch der Soundtrack, der von The Coup stammt und all das zum Ausdruck bringe, was in der im Film gezeigten Welt geschieht. Diese Musik sei auch die, die die Figuren im Film in ihrer Welt hören können, die Filmmusik hingegen nicht. Riley hatte ab Anfang 2015 mit Merrill Garbus, der Sängerin der Tune-Yards, zusammengearbeitet. Von der Musik stand einiges bereits zur Zeit der Dreharbeiten zur Verfügung. Ursprünglich hatte Riley geplant, die Musik für sein 2012 erschienenes Album Sorry to Bother You für den Film zu nehmen, da er das Drehbuch für den gleichnamigen Film bereits  ebenfalls geschrieben hatte, nach Abschluss der Dreharbeiten habe er jedoch gefunden, dass die Ästhetik dieser Musik nicht zu dem Film passte, den er gemacht hatte. Also produzierten sie in der Nachbearbeitungsphase einen ganz neuen Soundtrack. Auf die Frage, warum er glaubte, dass die Tune-Yards es mit ihrem Sound besser schafften, das Gefühl des Films einzufangen, meinte Riley, sie kämen aus Oakland, seien wirklich coole Leute und er sei ein großer Fan ihrer Musik. Sie benutzten viele unkonventionelle Instrumente und bauten ihren Gesang auf diese seltsame Weise auf, was so wirklich dazu passe, wie sie den Film angelegt hatten, so der Regisseur.

### Dreharbeiten und Veröffentlichung
Der Regisseur machte die Stadt Oakland zum Handlungsort der Geschichte des Films, in der er selbst geboren wurde und 30 Jahre lang lebte, weshalb Themen wie steigende Mieten, niedrigere Löhne und geringe Karrierechancen für ihn als Schwarzen reale Erscheinungen waren. Hier fanden zwischen dem 22. Juni und 30. Juli 2017 auch die Dreharbeiten statt.
Der Film feierte am 20. Januar 2018 im Rahmen des Sundance Film Festivals seine Premiere. Im März 2018 wurde der Film beim South by Southwest Film Festival vorgestellt. Im April 2018 erfolgte eine Vorstellung beim San Francisco International Film Festival. Beim Seattle International Film Festival 2018 wurde er als Centerpiece gezeigt. Am 6. Juli 2018 kam der Film in ausgewählte US-Kinos. Im Oktober 2018 wurde er beim London Film Festival gezeigt. Am 5. September 2019 erschien der Film in Deutschland auf Amazon Prime.

## Rezeption

### Filmgenre und Vergleich mit anderen Filmen
„Was wäre, wenn du herausfindest, dass du in stiller Solidarität mit den teuflischsten Schurken aller Zeiten lebst? Würdest du es erkennen und würdest du etwas dagegen tun?“

Grant Pardee vom Guardian erklärt, der Film bediene sich einer symbolischen Erzählung, wie man sie aus dem Film Get Out kenne: „Die einzige Möglichkeit für Schwarze, in einer weißen Welt wirklich erfolgreich zu sein, besteht darin, im übertragenen Sinn und buchstäblich weiß zu werden.“ In vielerlei Hinsicht sei Sorry to Bother You eine Post-Get-Out-Erfahrung, obwohl Riley das Drehbuch schon vor Jahren geschrieben hatte. Weiter erklärt Pardee, beide Filme seien genreübergreifende Horrorkomödien, die komplizierte Konzepte wie den systemischen Rassismus, Unterdrückung und die Inbesitznahme schwarzer Körper durch das weiße Amerika, aufgreifen. Wie bei Jordan Peeles Film handele es sich auch bei Rileys Sorry to Bother You um einen „Sozialthriller“, ein Begriff, der zuerst von Peele geprägt wurde, bei dem das Böse nicht nur eine Person oder Familie ist, sondern tief in den Wurzeln der Gesellschaft selbst verort, so Pardee. Diese Filme fragten den Zuschauer: Was wäre, wenn du herausfindest, dass du in stiller Solidarität mit den teuflischsten Schurken aller Zeiten lebst? Würdest du es erkennen und würdest du etwas dagegen tun? In seinem Film zeige Riley, wie die verschiedenen Formen des Kapitalismus und die Kräfte, die diesen aufrechterhalten, wie sie das Individuum manipulieren, kontrollieren und schließlich zerstören können. Obwohl Sorry to Bother You als eine Allegorie für Sklaverei aufgefasst werden könnte, stochere der Film nicht in weißen Schuldgefühlen herum, sondern suche nach Pointen und einer Lösung und zeige mit Witz, wie bereitwillig wir das offensichtliche Grauen vor unseren Gesichtern zu ignorieren vermögen, so Pardee. Weiter meint dieser, die Satire fühle sich, möglicherweise aufgrund ihres Timings, härter und blasser an als Get Out.

### Kritiken und Einspielergebnis
Der Film konnte bislang 93 Prozent der Kritiker bei Rotten Tomatoes überzeugen und erhielt hierbei eine durchschnittliche Bewertung von 7,8 der möglichen 10 Punkte. Zudem ging der Film aus den 20th Annual Golden Tomato Awards in der Kategorie Best-Reviewed Sci-Fi/Fantasy Movies 2018 als Sieger hervor. Bei Metacritic konnte ein Metascore von 80, basierend auf 51 Kritiken, erzielt werden.
David Rooney von The Hollywood Reporter meint, während der Film roh und undiszipliniert gemacht wurde und unter der Last selbstbewusster Eigenarten ächzte, punkte er mit Originalität und verrückter Kreativität.
Auch Mark Hughes von Forbes meint, Rileys Regiedebüt zeuge von großem Selbstvertrauen, wenn er eine komplexe Herangehensweise wählt und einen Bogen über die Figuren und die äußerst ambitionierte Geschichte spanne. Die Besetzung des Films sei großartig, so Hughes, und Lakeith Stanfields vielschichtige Darstellung lasse einen die Tragödie und die Situationskomik auf Schritt und Tritt verfolgen, lasse den Zuschauer mit der Figur sympathisieren, selbst wenn er falsch liegt, so Hughes. Tessa Thompson sei heroisch und furchtlos, Steven Yeun porträtiere geschickt den Möchtegern-Rivalen von Stanfield, und Armie Hammer sei die perfekte Besetzung als der schmierige Konzernchef, der im Kontext seiner reinen profitorientierten Weltanschauung böse Pläne vollkommen vernünftig und bewundernswert erscheinen lasse, so Hughes.
Alexander Friedrich von Filmstarts findet, dass der Musiker Riley vorab noch über keine Erfahrung als Filmemacher verfügte, merke man Sorry to Bother You vor allem dann an, wenn der Regisseur sich an allen erdenklichen Stilmitteln ausprobiert: „Vertigo-Effekt, Reißschwenk, Schnitt durch Bildabdeckung, Zeitraffer – bei seinem Debüt lässt Riley kein gestalterisches Werkzeug aus. Diese Verspieltheit wirkt zwar bisweilen etwas beliebig, aber passt trotzdem erstaunlich gut zur allgemeinen Überdrehtheit des Films.“ Das Callcenter ist für Friedrich eine offensichtliche Metapher für die amerikanische Gesellschaft, wo es zwar die ganze Zeit heißt, dass einzig und allein die Leistung zählt, aber am Ende es dann doch nur die „weiße Stimme“ ist, die Cassius nach oben bringt. In seinem grotesk-surrealen Finale, im letzten Horrorfilm-Drittel, drehe der Film dann völlig ab, so Friedrich, und solch verrückte Einfälle habe man in einer Komödie aus der Traumfabrik Hollywood seit Ewigkeiten nicht gesehen. Der Filmkritiker resümiert: „Die ebenso zynische wie skurrile und explosive Perversion des Amerikanischen Traums ist eine der bissigsten und lustigsten Satiren seit Jahren.“
Nachdem der Film in 16 ausgewählte US-Kinos gekommen war, verzeichnete er an seinem Eröffnungswochenende Einnahmen von mehr als 727.000 US-Dollar und somit über 45.000 US-Dollar pro Leinwand. Die gesamten Einnahmen des Films aus Kinovorführungen belaufen sich auf 17,5 Millionen US-Dollar.

### Auszeichnungen (Auswahl)
Bei der Oscarverleihung 2019 befand sich Oyahytt aus dem Film in einer Shortlist in der Kategorie Bester Song. Im Folgenden eine Auswahl von Auszeichnungen und Nominierungen:
Black Reel Awards 2018
- Nominierung für die Beste Regie (Boots Riley)
- Nominierung in der Kategorie Outstanding Emerging Director (Boots Riley)
- Nominierung für das Beste Drehbuch
- Nominierung für das Beste Debütdrehbuch
- Nominierung als Bester Schauspieler (Lakeith Stanfield)
- Nominierung als Bestes Ensemble
- Nominierung für die Besten Kostüme[28]

British Academy Film Awards 2019
- Nominierung für den EE Rising Star Award (Lakeith Stanfield)[29]

Critics’ Choice Movie Awards 2019
- Nominierung als Beste Filmkomödie
- Nominierung als Bester Hauptdarsteller – Filmkomödie (Lakeith Stanfield)[30]

Gotham Awards 2018
- Nominierung als Bester Darsteller (Lakeith Stanfield)
- Nominierung für den Bingham Ray Breakthrough Director Award  (Boots Riley)
- Nominierung für den Publikumspreis[31]

Independent Spirit Awards 2019
- Auszeichnung als Bester Debütfilm (Boots Riley)
- Nominierung für das Beste Drehbuch (Boots Riley)[32]

National Board of Review Awards 2018
- Aufnahme in die Top 10 Independent Films[33]

Online Film Critics Society Awards 2019
- Nominierung für das Beste Originaldrehbuch (Boots Riley)
- Nominierung als Bester Debütfilm (Boots Riley)[34]

Philadelphia Film Critics Circle Awards 2018
- Auszeichnung für das Beste Regiedebüt (Boots Riley)[35]

Saturn-Award-Verleihung 2019
- Nominierung als Bester Science-Fiction-Film

Sundance Film Festival 2018
- Nominierung für den Grand Jury Prize im U. S. Dramatic Competition (Boots Riley)

## Synchronisation
Die deutsche Synchronisation entstand nach einem Dialogbuch von Nico Sablik und der Dialogregie von Tobias Müller im Auftrag der Berliner Synchron GmbH Wenzel Lüdecke.
| Darsteller/Originalsprecher | Synchronsprecher   | Rolle                   |
| --------------------------- | ------------------ | ----------------------- |
| Robert Longstreet           | Michael Iwannek    | Anderson                |
| Lakeith Stanfield           | Arne Stephan       | Cassius Green           |
| Tessa Thompson              | Marie-Isabel Walke | Detroit                 |
| Kate Berlant                | Magdalena Turba    | Diana DeBauchery        |
| Michael X. Sommers          | Tim Knauer         | Johnny                  |
| Danny Glover                | Jürgen Kluckert    | Langston                |
| Jermaine Fowler             | Tim Sander         | Salvador                |
| Steven Yeun                 | Nico Sablik        | Squeeze                 |
| Armie Hammer                | Sascha Rotermund   | Steve Lift              |
| (David Cross)               | Dirk Petrick       | Cassius (weiß)          |
| (Lily James)                | Giuliana Jakobeit  | Detroit (weiß)          |
| (Patton Oswalt)             | Axel Malzacher     | Mr. Blanks weiße Stimme |